# Wielka Galeria Cubryńska

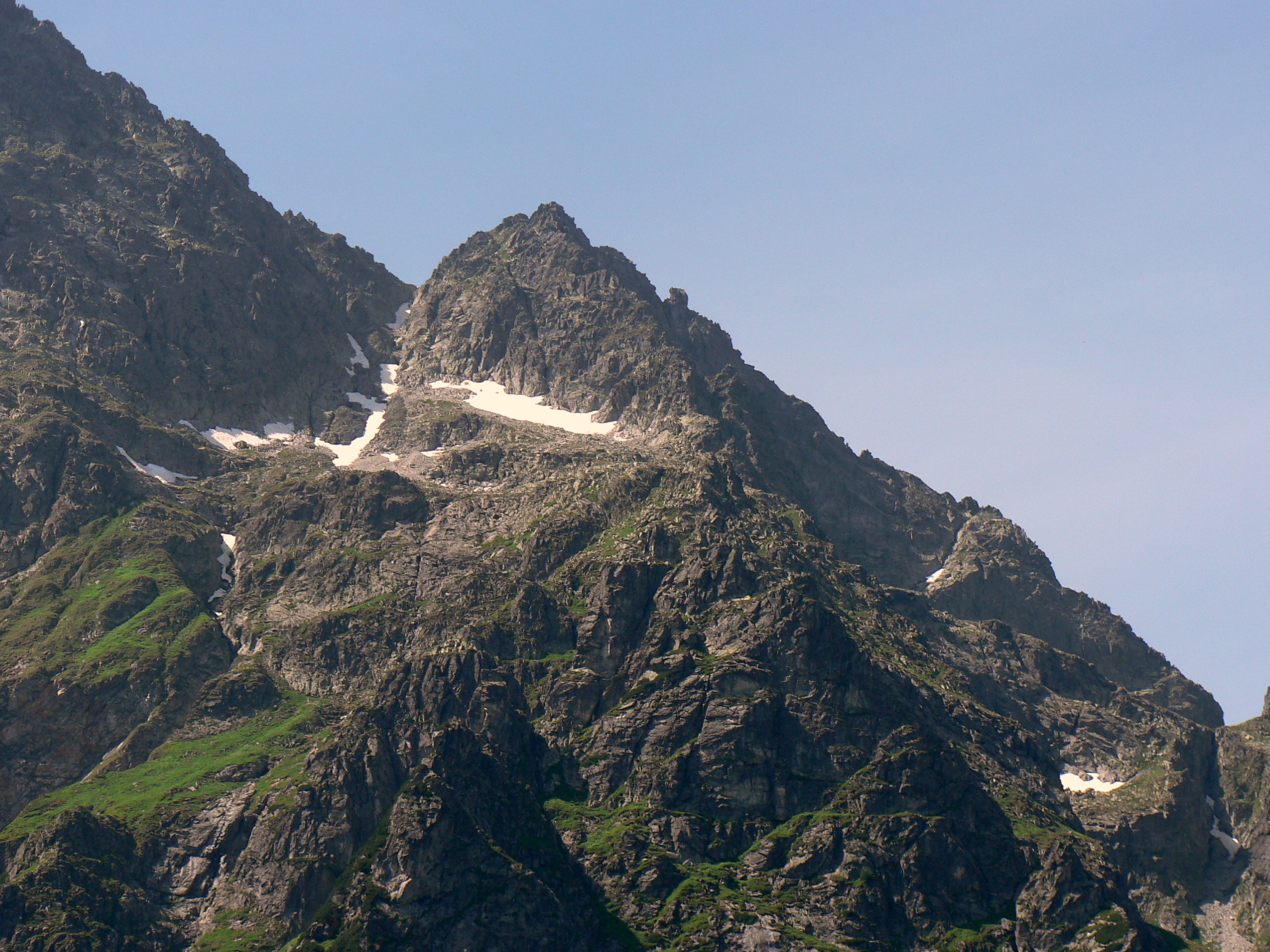
Pokryta śniegiem Wielka Galeria Cubryńska

Wielka Galeria Cubryńska (niem. Obere Mönchtal Galerie, słow. Veľká čubrinská galéria, węg. Felső-Csubrinai-terasz) – wielki, piarżysty, często pokryty śniegiem taras u stóp szczytowej północno-wschodniej ściany Cubryny, przy żlebie spadającym z Hińczowej Przełęczy do Kotła Morskiego Oka w Tatrach Wysokich. Leży na wysokości około 2080 – 2200 m n.p.m. Jest pochylony w stronę Morskiego Oka.
Znajduje się w środkowej, piarżysto-trawiastej części Cubryny o najmniejszym spadku, która oddziela od siebie dwie strome i skaliste części Cubryny; górną i dolną. Krzyżuje się na niej wiele taternickich dróg. Władysław Cywiński, autor szczegółowego po nich przewodnika pisze jednak, że nie słyszał, ani nie czytał o zespole wspinaczkowym, który pokonawszy jakąkolwiek drogę wspinaczkową na Kazalnicy Cubryńskiej przeszedł przez Wielką Galerię Cubryńską i wszedł na szczyt Cubryny. Praktyka taternicka wymusiła, że po przejściu trudnych dróg na ścianie Kazalnicy wspinaczka kończona jest nie wyżej, niż na Przełączce za Turnią Zwornikową, a po przejściu tych łatwiejszych na Wielkiej Galerii Cubryńskiej.
Taternicy na Cubrynie częściej chodzą zimą, niż latem. Problemem jest schodzenie z jej wierzchołka. Najłatwiejsze zejście przez Wielką Galerię Cubryńską jest niebezpieczne, ze względu na duże zagrożenie lawinowe. W. Cywiński zaleca przy dużym zagrożeniu lawinowym zejście zachodnią granią i zjazd na Przełączkę pod Zadnim Mnichem.

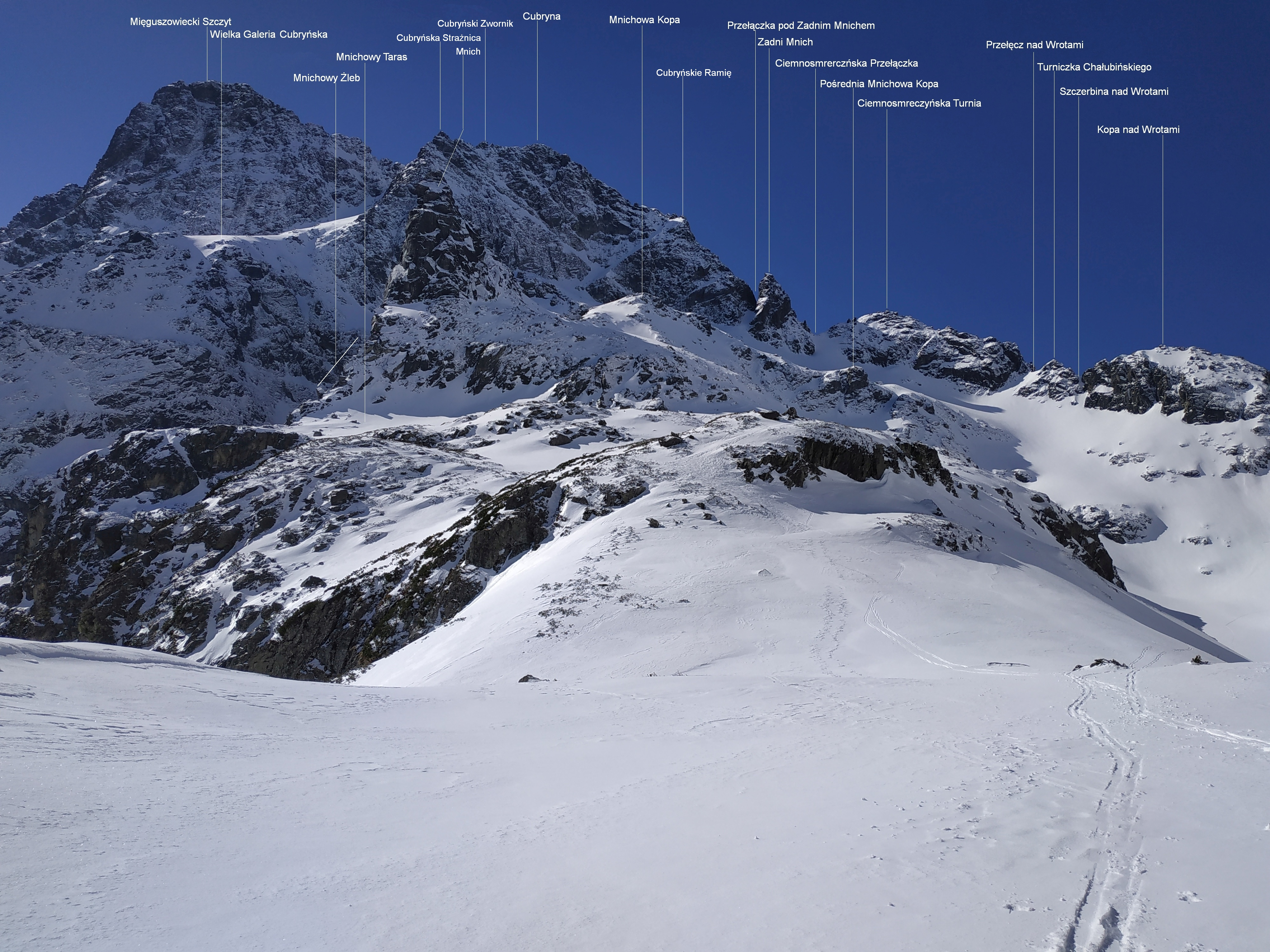
Galeria wśród opisanych obiektów